# Toda Teizō

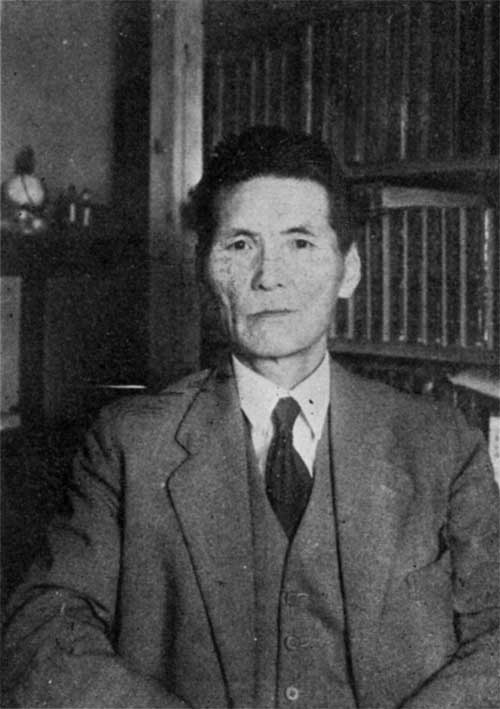
Toda Teizō

Toda Teizō (japanisch 戸田 貞三; geboren 6. März 1887 in der Präfektur Hyōgo; gestorben 31. Juli 1955 in der Präfektur Tokio) war ein japanischer Soziologe.

## Leben und Wirken
Toda Teizō machte 1912 seinen Studienabschluss an der Fakultät für Philosophie der Kaiserlichen Universität Tokio mit Spezialisierung auf Soziologie. Danach arbeitete er als Lehrer am „Toyama Prefectural College of Pharmaceutical Sciences“ (富山県立薬学専門学校, Toyama kenritsu yakugaku semmon gakkō), als Assistent an seiner Alma Mater und als Mitglied des „Ōhara Institut für Sozialforschung“ (大原社会問題研究所, Ōhara shakai-mondai kenkyūsho). Dann folgte ein Auslandsstudium in Europa und den Vereinigten Staaten.
Nach seiner Rückkehr nach Japan im Jahr 1922 wurde Toda Assistenzprofessor an der Universität Tokio und 1929 Professor im Fach Soziologie. Kurz nach seiner Arbeitsaufnahme an der Universität Tokio gründete er die „Japan Sociological Society“ (日本社会学会, Nihon shakai gakkai) als landesweite akademische Gesellschaft, die die bestehende „Japan Sociological Academy“ (日本社会学院, Nihon shakaigaku-in) ablöste. Als ihr geschäftsführender Direktor und Vorsitzender spielte er eine wichtige Rolle bei der Weiterentwicklung der japanischen Soziologie. 1947 wurde er bei Erreichung des Ruhestandes von der Universität als „Meiyo Kyōju“ verabschiedet.
Während japanische Soziologen vor ihm abstrakte Analysen der Familie durchführten, forschte Toda, beeinflusst von der empirischen Soziologie der amerikanischen Chicago-Schule, anhand von erfassten Daten über die japanische Familie. Die Ergebnisse seiner Forschungen legte er in der Trilogie „Familienforschung“ (家族の研究, Kazoku no kenkyū) 1926, „Familie und Heirat“ (家族と婚姻, Kazoku to kon'in) 1934 und „Struktur der Familie“ (家族構成, Kazoku kōsei) 1937 dar. Unter ihnen wird „Struktur der Familie“, das die Verwandtschaftszusammensetzung japanischer Familien auf der Grundlage der ersten nationalen Volkszählung (1920) analysiert, hoch bewertet. Zu weiteren Veröffentlichungen gehört „Einführung in die Soziologie“ (社会学概論, Shakaigaku gairon) 1952. 1993 erschien eine Gesamtausgabe seiner Schriften „Toda Teizō chosaku-shū“ (戸田貞三著作集), die 14 Bände umfasst.